# Jake Toolson

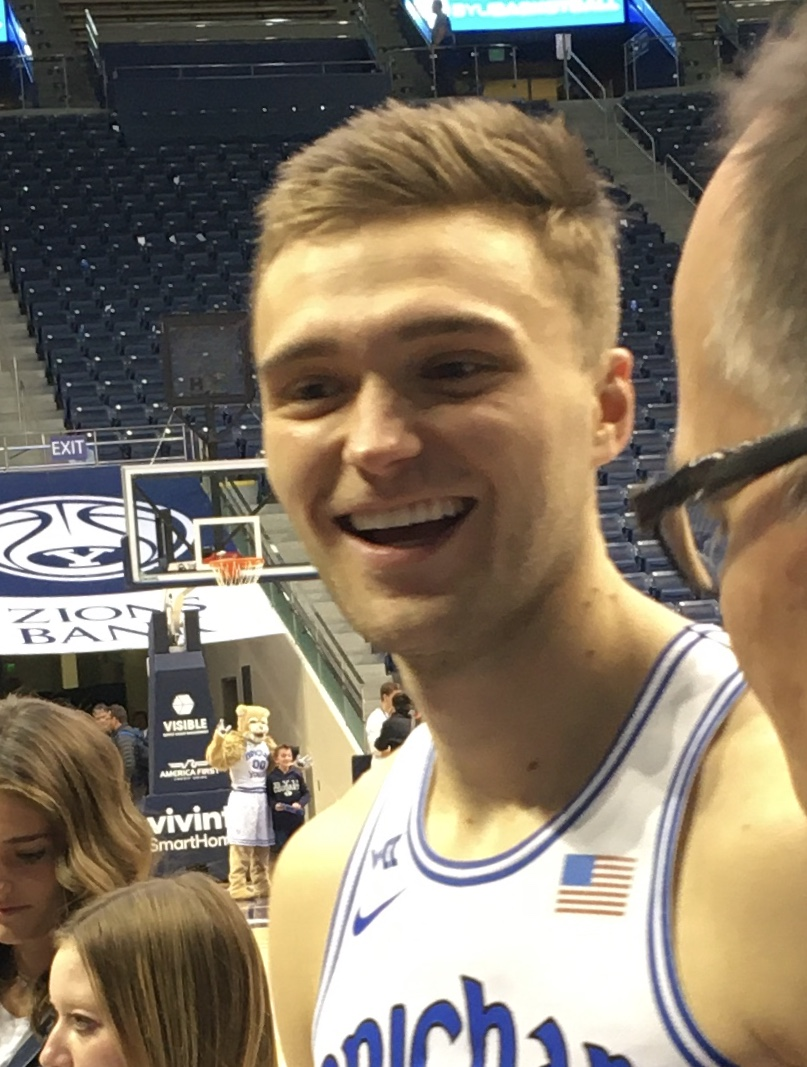
Jake Toolson, 2019

Jake Toolson (* 6. März 1996) ist ein amerikanischer Basketballspieler. Seit der Saison 2020/21 läuft er für die BG Göttingen in der Basketball-Bundesliga auf. Zuvor spielte er College-Basketball für die Utah Valley Wolverines und die BYU Cougars. 2019 wurde er als Western Athletic Conference Player of the Year ausgezeichnet.

## College
Toolson, ein Shooting Guard von der Highland High School in Gilbert, Arizona, spielte zunächst College-Basketball für die Brigham Young University (BYU). In seinem zweiten Jahr am College erreichte er in 10 Spielen für die Cougars einen Durchschnitt von 3,9 Punkten pro Spiel, bevor er für die restliche Saison ausfiel. Anschließend wechselte er zu Utah Valley, um unter dem ehemaligen BYU-Assistenten Mark Pope zu spielen.
Nachdem Toolson die Saison 2016–17 zunächst wegen den NCAA Transfer-Regeln aussetzen musste, stand er den Wolverines in der folgenden Spielzeit zur Verfügung. Er stand in jedem Spiel in der Startaufstellung und erzielte dabei durchschnittlich 10,9 Punkte, bei einer Trefferquote von 45 % aus dem Feld. Als Senior erreichte er einen Durchschnittswert von 15,8 Punkten pro Spiel. Am Ende der Spielzeit wurde Toolson in das All-Western Athletic Conference First Team gewählt und als WAC Player of the Year ausgezeichnet. Er war der erste Spieler von Utah Valley, der mit diesem Preis geehrt wurde.
Am 24. Mai 2019 gab Toolson bekannt, dass er zurück zur BYU wechseln wird. Toolson erzielte seinen bisherigen Bestwert von 28 Punkten und warf sechs Dreier am 24. Januar 2020, in einem 74:60-Sieg gegen die Pacific Tigers. Am 22. Februar 2020 gelangen Toolson 17 Punkte gegen die zweitplatzierten Gonzaga Bulldogs. Am Ende der regulären Saison wurde Toolson in das First Team All-West Coast Conference berufen und als Newcomer of the Year ausgezeichnet. Toolsons Durchschnitt lag in seiner letzten Saison College-Basketball bei 15,2 Punkten und 4,8 Rebounds pro Spiel, bei einer Trefferquote von 47 % aus dem Feld.

## Profi-Karriere
Nachdem Toolson im NBA-Draft 2020 von keiner Mannschaft ausgewählt worden war, unterzeichnete er einen Exhibit-10-Vertrag mit Utah Jazz. Anschließend bestritt er für das NBA G League Team Salt Lake City Stars ein Spiel, ehe eine Fußverletzung die Saison für ihn vorzeitig beendete.
Am 4. Juni 2021 unterschrieb Toolson einen Vertrag bei BG Göttingen.